# Povegliano
Povegliano (IPA: /poveʎˈʎano/; Pojàn in veneto, IPA: /poˈjan/) è un comune italiano di 5 118 abitanti della provincia di Treviso in Veneto.

## Geografia fisica

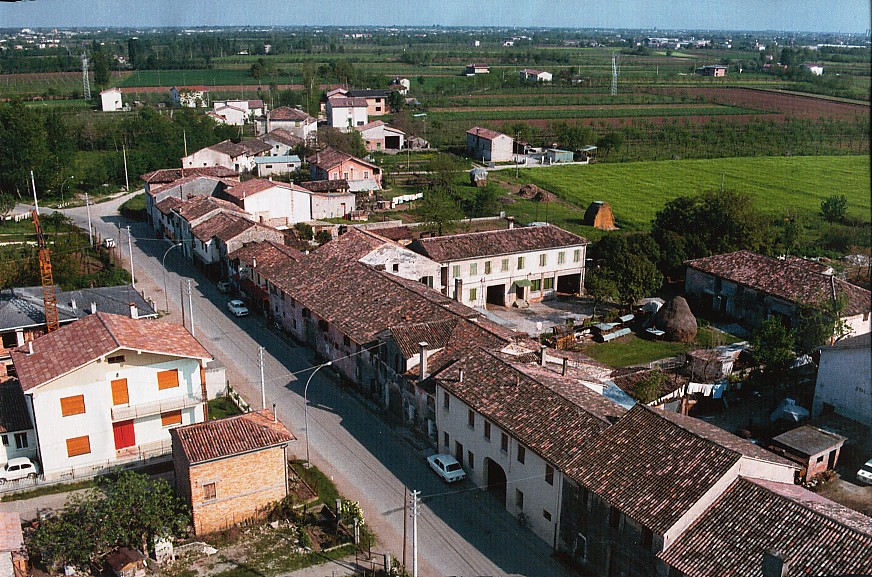
Il paese di Santandrà visto dal campanile, guardando verso Est

Il territorio di Povegliano si estende a nord di Treviso, nell'area compresa tra la città e il Montello. È composto da tre frazioni: il capoluogo, dove ha sede il municipio e la biblioteca, Camalò e Santandrà, dove c'è il centro sociale "Alessandro Gasparetto".
Corsi d'acqua principali sono il torrente Giavera e il canale artificiale Brentella, che scorrono all'estremità orientale del comune.

## Storia

### Dalle origini all'epoca romana
La storia più antica di Povegliano è legata alle civiltà stanziatesi presso il Montello e i colli limitrofi. Sin dall'XI secolo a.C. ai piedi dei rilievi erano sorti dei villaggi, mentre più a nord si trovavano dei castellieri.
Con l'organizzazione romana del Veneto (II secolo a.C.), il territorio, appartenente al municipium di Treviso, è centuriato (le attuali vie Postioma e Barrucchella erano dei decumani, mentre via Sant'Antonio un cardo) e si sviluppano alcune importanti vie di comunicazione, la Postumia, a sud dell'attuale centro, e la Claudia Augusta Altinate, ad est. Si ritiene che lungo queste arterie stradali vi fossero dei villaggi legati alla loro manutenzione e che nelle campagne vicine fiorissero l'agricoltura e le ville dei proprietari terrieri. Proprio a Camalò sono stati individuati i resti di un edificio del genere, mentre ad est di Povegliano sono stati portati alla luce delle sepolture e un corredo funebre.
L'etimo del paese sarebbe proprio legato a questo periodo: è un tipico prediale, un toponimo derivante dal nome di un latifondista romano, un Paulus o un Popilius.

### Il medioevo
Un'antica tradizione afferma che Povegliano sarebbe sorta attorno al VI-VII secolo quando, a causa delle inondazioni del Piave, la popolazione si spostò presso il luogo dove oggi sorge la chiesa. Si suppone che effettivamente l'insediamento originario si trovasse più ad est, in località Pojarin, presso Visnadello, a poca distanza dalla via Claudia Augusta Altinate.
Le prime citazioni degli abitati riguardano Camalò, dipendenza del monastero di Santa Maria del Piave, e, nel 994, Povegliano e Santandrà, nominate in un diploma di Ottone III, in cui a Rambaldo di Collalto venivano concessi dei terreni a nord della Postumia. Dal punto di vista ecclesiastico, Povegliano costituiva una capopieve, la chiesa di Camalò era una cappella legata alla pieve di Volpago, mentre Santandrà fu tra le dipendenze dell'Abbazia di Nervesa dal 1231 al 1344, quando passò a Povegliano.
Dal punto di vista politico, i tre centri furono sempre soggetti al comune di Treviso e costituirono delle regole. Ne seguirono così le sorti attraverso le dominazioni degli Ezzelini, dei Caminesi, dei Conti di Gorizia, degli Scaligeri, della Serenissima e dei Carraresi, per tornare sotto la Repubblica di Venezia dal 1389.

### Il dominio veneziano
Durante questo periodo la popolazione poté godere di un clima di pace e sviluppo, turbato solo dalla parentesi della guerra della Lega di Cambrai. L'economia agricola fu monopolizzata dagli enti religiosi e dai nobili Veneziani e trevigiani, i quali eressero diverse ville. Per quanto riguarda l'amministrazione, i tre villaggi furono assegnati alla Campagna di Sotto, uno degli otto quartieri che componevano la podesteria di Treviso.

### Dall'Ottocento ad oggi
Alla caduta di Venezia (1797), la zona attraversò un momento di incertezza politica causato dall'avvicendarsi del dominio Francese e Austriaco. Nel 1807, sotto Napoleone, viene istituito il comune di Povegliano con frazioni Santandrà e Camalò, ma una definitiva sistemazione territoriale si ebbe a partire dal 1814 con la nascita del Regno Lombardo-Veneto.
Passato con tutto il Veneto al Regno d'Italia (1866), Povegliano si trovò in un periodo di grave crisi economica che costrinse molti abitanti ad emigrare oltreoceano, specialmente in Brasile.
Il comune soffrì le distruzioni della Grande Guerra: la vicinanza al fronte del Piave costrinse l'amministrazione a trasferire il municipio ora a Ponzano, quindi a Camalò; tra gli abitanti si contano diversi profughi e numerosi soldati caduti. Seguì un ulteriore momento di depressione economica.
Dopo i drammatici eventi della seconda guerra mondiale, la ripresa fu lenta e ricominciarono i fenomeni migratori verso l'Europa, l'America e l'Australia. Solo dagli anni sessanta si poté assistere ad un nuovo sviluppo demografico ed economico.

### Simboli
Lo stemma è stato concesso con regio decreto del 30 marzo 1936 e regie lettere patenti del 27 gennaio 1938:
La croce con le due stelle d'argento in campo rosso sono l'emblema di Treviso.
Nello parte superiore dello stemma è ancora presente parte del capo del Littorio previsto dalle disposizioni vigenti nel 1936 ma del quale, dopo il 1944, la legge prevede la totale cancellazione.
Il gonfalone è un drappo partito d'azzurro e di bianco.

## Società

### Evoluzione demografica

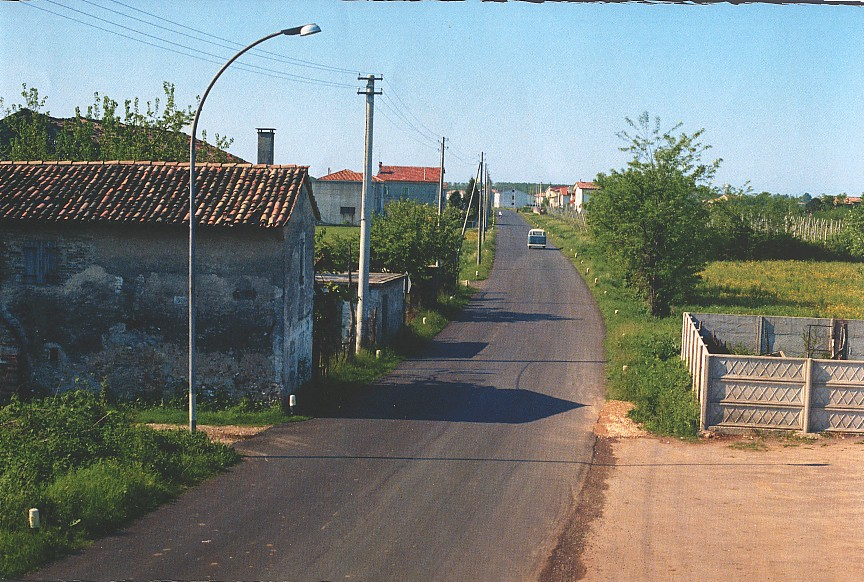
Via Croce direzione Treviso

Abitanti censiti

### Etnie e minoranze straniere
Al 31 dicembre 2017 gli stranieri residenti nel comune erano 313, ovvero il 6,0% della popolazione. Di seguito sono riportati i gruppi più consistenti:
1. Romania 73
2. Albania 64
3. Marocco 34
4. Kosovo 20

## Amministrazione

### Sindaci dal 1985
| Periodo        | Periodo        | Primo cittadino   | Partito                            | Carica  | Note   |
| -------------- | -------------- | ----------------- | ---------------------------------- | ------- | ------ |
| 2 luglio 1985  | 30 maggio 1990 | Pietro Parenti    | DC                                 | Sindaco | [ 9 ]  |
| 30 maggio 1990 | 24 aprile 1995 | Pietro Parenti    | DC                                 | Sindaco | [ 10 ] |
| 24 aprile 1995 | 14 giugno 1999 | Renzo Dalla Cia   | lista civica                       | Sindaco | [ 11 ] |
| 14 giugno 1999 | 14 giugno 2004 | Renzo Dalla Cia   | centro                             | Sindaco | [ 12 ] |
| 14 giugno 2004 | 8 giugno 2009  | Sergio Zappalorto | lista civica                       | Sindaco | [ 12 ] |
| 8 giugno 2009  | 26 maggio 2014 | Sergio Zappalorto | lista civica                       | Sindaco | [ 13 ] |
| 26 maggio 2014 | 27 maggio 2019 | Rino Manzan       | lista civica Rilanciamo Povegliano | Sindaco | [ 14 ] |
| 27 maggio 2019 | 10 giugno 2024 | Rino Manzan       | lista civica Rilanciamo Povegliano | Sindaco |        |
| 10 giugno 2024 | in carica      | Nicola Collavo    | lista civica Povegliano Cresce     | Sindaco |        |

## Galleria d'immagini

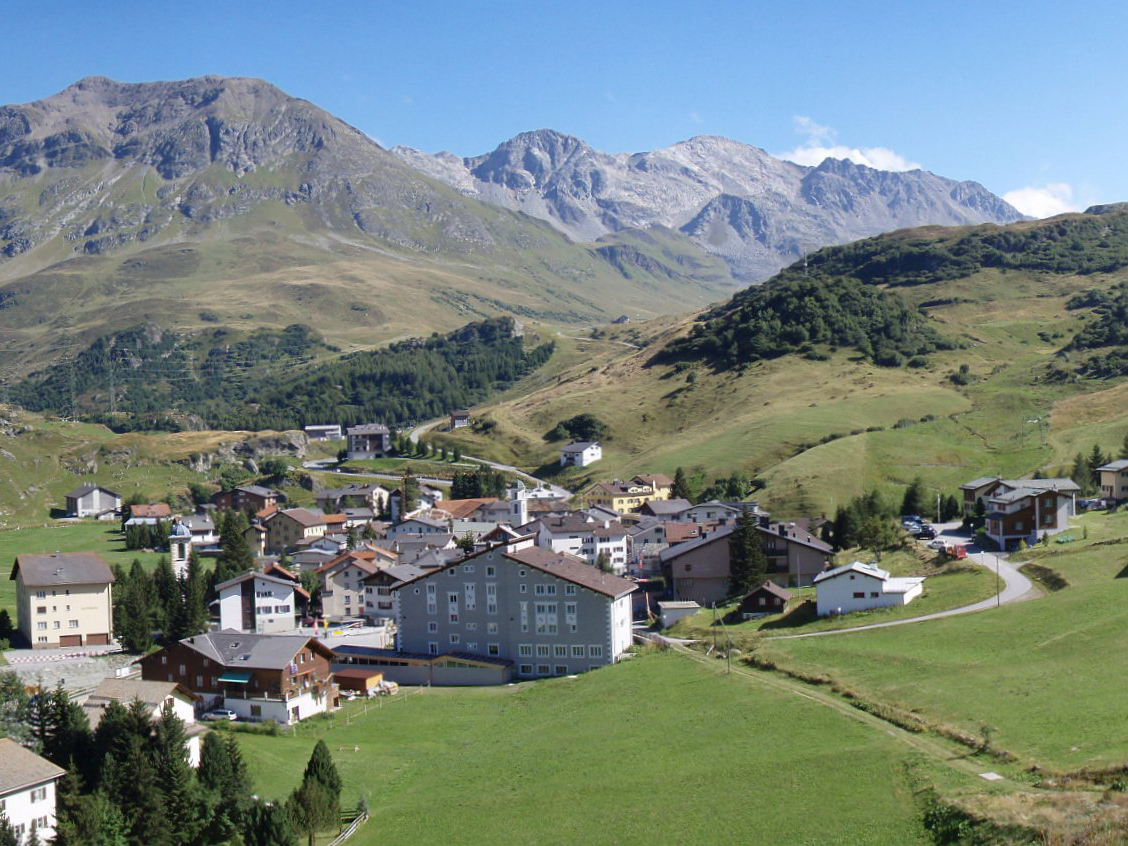
Santandrà, intersezione tra via Barucchella e via dei Caduti (foto anni '80)
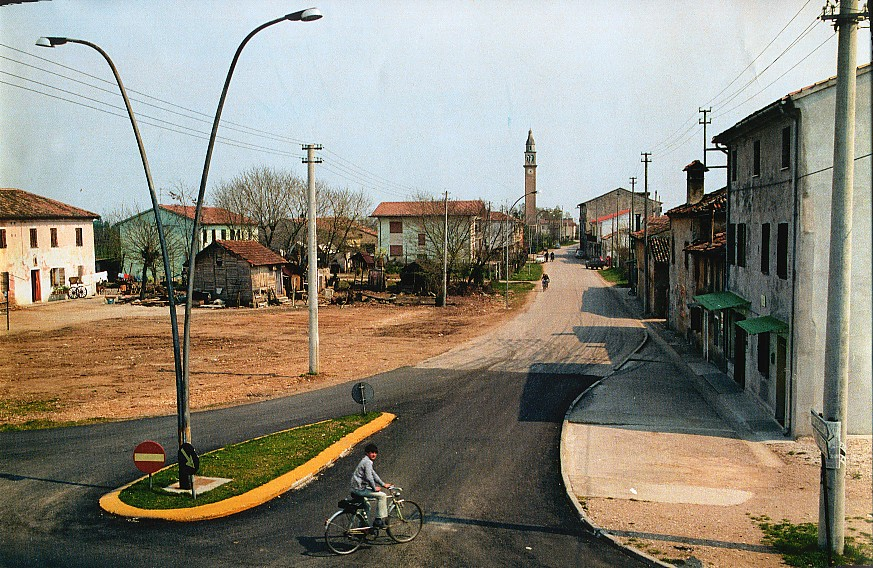
Santandrà, via Borgo vista dall'incrocio
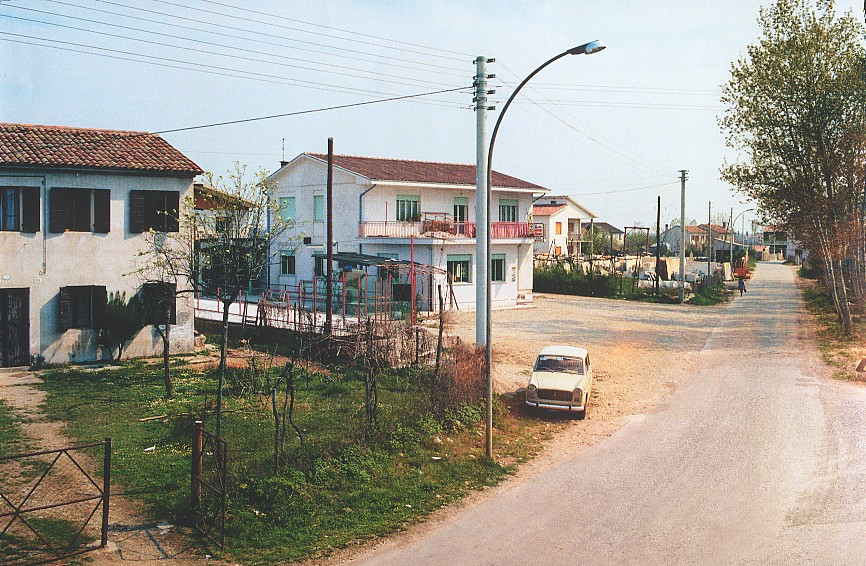
Santandrà, via Borgo verso Villorba
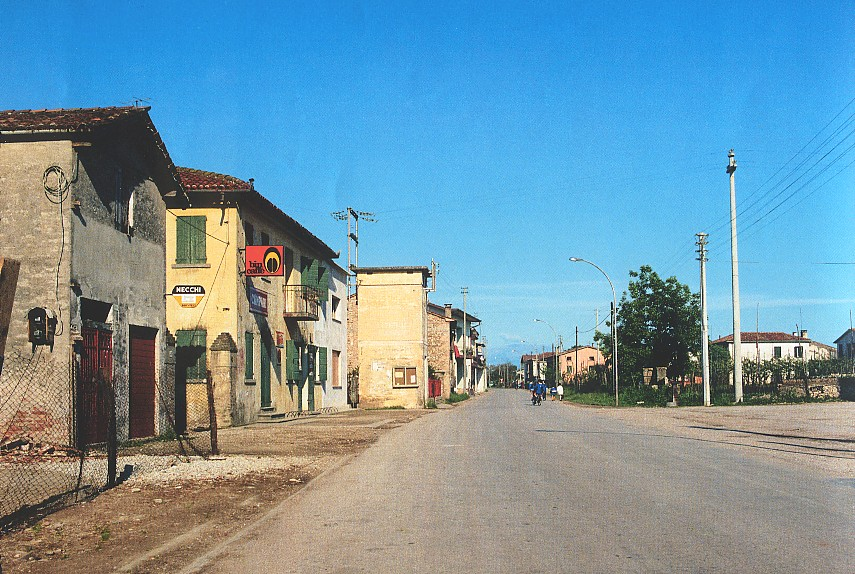
Santandrà, via Borgo e piazzale Chiesa (anni '70-'80)